# Дъмфрис и Галоуей
Дъмфрис и Галоуей (на английски: Dumfries and Galloway, на шотландски Dùn Phris agus Gall-Ghaidhealaibh) е една от 32-те области в Шотландия. Граничи с областите Източен Еършър, Южен Еършър, Южен Ланаркшър и Шотландски граници. На юг граничи с английското графство Къмбрия.

## Градове
Някои от градовете в областта са:
| Населени места в областта | Карта |
| --- | ----- |
| - Анан - Гейтхаус ъф Флийт - Далбийти - Дъмфрийс - Касъл Дъглас - Крийтаун - Къркудбрий - Лангхолм - Локърби - Мофат - Нютън Стюарт - Странрар - Торнхил - Уигтаун - Уидърн |       |

## Села
Някои от селата в областта са:
- Гарлийстън
- Гретна
- Гретна Грийн
- Ню Голоуей
- Сейнт Джонс Таун ъф Дарли